# Velasco-Gletscher
Der Velasco-Gletscher ist ein 8 km langer Gletscher an der Walgreen-Küste des westantarktischen Marie-Byrd-Lands. Er fließt in westlicher Richtung auf die Backer-Inseln zu.
Das Advisory Committee on Antarctic Names benannte ihn 2003 nach Miguel G. Velasco vom United States Geological Survey in Flagstaff, Arizona, der in den 1990er Jahren an der Erstellung von Landkarten über Antarktika anhand von Aufnahmen des Advanced Very High Resolution Radiometer beteiligt war.